# 小行星6173
小行星6173（英語：6173 Jimwestphal）是一颗围绕太阳公转的小行星。1983年1月9日，B. A. Skiff在可可尼诺县发现了此天体。
这颗小行星的绝对星等为67.12936007766848等。